# あじ秋刀魚
あじ 秋刀魚（あじ さんま）は、日本の女性声優。主にアダルトゲームに出演している。

## 人物・来歴
2008年1月に行われた「オーディションプロジェクトZAC vol.7」にて『殻ノ少女』の「朽木 冬子」役に選ばれデビューを果たす。以後は、主にアダルトゲームに声をあてている。
あじは芸名の由来について、メーカーから「お名前はどうしますか？」と尋ねられ名前を決めることになり、寝る前にふと閃いて「あじ秋刀魚」にしたと、インターネットラジオ番組『ドキドキ☆むちゃぶり☆ミッドナイト』の中で述べている。もともとあまり深く考えて決めたわけではなく、本人曰くかわいい名前と思って付けたもので、それ以外は特に意味はないとのこと。
2019年5月31日、Twitterを開始。ラジオパーソナリティの鷲崎健からフォローされ、昔はポアロのラジオを聞いていたことをツイートしたところ、鷲崎自身から返信された。また、2019年6月7日未明（6日深夜）の『鷲崎健のヨルナイト×ヨルナイト』にてそのTwitterとラジオの話を取り上げられた。
2019年8月30日に配信された音泉のネットラジオ『VOICE ACTRESS CONCERTO!』にゲスト出演した際、自身がDカップであると告白した。
2020年4月19日、自身のYouTubeチャンネル「あじ子のおウチ」を開設した。

## 出演
太字は主役・メインキャラクター。

### PCゲーム
2008年
- 殻ノ少女（朽木 冬子）

2009年
- アトリの空と真鍮の月（湊 三葉）
- クロウカシス 七憑キノ贄（七月 紅緒）

2010年
- キラリ☆南国小麦色 〜潮吹きパラダイスへようこそ!〜（海月 ソルト）
- 恋刀乱麻 〜わたしが、アナタを、守るからっ!!!〜（皇 美龍）
- ゆにばる! PARANORMAL GIRLS STRIKE!!

2011年
- シークレットゲーム CODE:Revise（蒔岡 玲）
- とらぶる@すぱいらる!（中原 かえで）

2012年
- お尻っ娘ヴィーナス（早乙女 健也（伽夜））
- キスベル（長津田 夕美）
- さくら、咲きました。（さくら）
- 追奏のオーグメント（裾野辺 菜実）
- Fortuna Rhapsody（春ヶ崎 希代）
- ホチキス（春日野 三咲）
- 蜜壺 〜兄さん……わたしこんなに大きくなりましたよ〜（日下部 節子）

2013年
- あいこみゅ!! -IDOL Communication-（小岩井 風露）
- あやめの町とお姫様（古川 姫子）
- 虚ノ少女（朽木 冬子）
- ギャングスタ・リパブリカ（時守 希）
- 幻創のイデア〜Oratorio Phantasm Historia〜（ココロ）
- サンタフル☆サマー（マリー・エイベル）
- リベリオンズ Secret Game 2nd Stage BOOSTED EDITION（蒔岡 玲）
- 終奏のオーグメント（裾野辺 菜実）
- 戦国†恋姫〜乙女絢爛☆戦国絵巻〜（直江 秋子 景綱）
- ChuSingura46+1 -忠臣蔵46+1-（おきん)
- ひとつ飛ばし恋愛（玉森 桜）
- フレラバ 〜Friend to Lover〜（望月 理奈）
- ものべの-happy end-（七面頬）

2014年
- あの晴れわたる空より高く（黎明 夏帆）
- 乙女が奏でる恋のアリア（西條 法子）
- キスアト（藍川 有紗）
- キミのとなりで恋してる!（関谷 恵）
- ギャングスタ・アルカディア 〜ヒッパルコスの天使〜（時守 希）
- 恋DOKi（日向 知夏）
- 残念な俺達の青春事情。（藍川 咲耶）
- ヒマワリと恋の記憶（月浦 亜依）
- 星織ユメミライ（篠崎 真里花）
- 迷える2人とセカイのすべて（西緒 京伽）
- 恋愛リベンジ（リエル＝アンダーソン、Leir）

2015年
- あやかしコントラクト（宝泉 紬）
- 乙女が奏でる恋のアリア 君に捧げるアンコール（西條 法子）
- キミのとなりで恋してる! -THE RESPECTIVE HAPPINESS-（関谷 恵）
- QUINTUPLE☆SPLASH（千代田 咲玲奈）
- 恋する気持ちのかさねかた（月島 沙織）
- ここから夏のイノセンス!（蛍塚 アリカ）
- コドモノアソビ（比名子 みちる）
- シロガネ×スピリッツ!（虹丘 莉々）
- ハルキス（兵藤 天音）
- メイプルカラーズHHH〜クラス全員俺の嫁!〜（三条院 美夜華）
- ゆきこいめると（烈風寺 嘩音）
- ラウテスアルタクス（平沢 楓）
- ロリポップファクトリー（芦沢 椎）

2016年
- ウィザーズコンプレックス（メリッサ・マスタング）
- キミトユメミシ（小鳥遊 みこと）
- 恋する乙女と守護の楯 〜薔薇の聖母〜（富金原 麻衣）
- 恋する気持ちのかさねかた 〜かさねた想いをずっと〜（月島 沙織）
- 恋のハニトー〜えっちで甘いハニートラップ〜（萩原 愛里）
- シンソウノイズ〜受信探偵の事件簿〜（緋村 真里亜）
- 凍京NECRO〈トウキョウ・ネクロ〉（牙野原 エチカ）
- BALDR HEART（みさき）
- まいてつ（雛衣 ポーレット）
- リプキス（五ヶ谷 羽耶音）
- ワールド・エレクション（丹波 ポン子）
- 戦国†恋姫X〜乙女絢爛☆戦国絵巻〜（直江 秋子 景綱）

2017年
- 真・恋姫†夢想-革命- 蒼天の覇王（夏侯淵）
- 想いを捧げる乙女のメロディー（加野 怜美）
- 彼女と俺の恋愛日常（黒川 萌）
- ゴールデンアワー（広瀬 夏未）
- セルフレ（立川 おるは）
- 猫忍えくすはーと（風魔 たま）
- フルキス（穂崎 純恋）
- 金色ラブリッチェ(エロイナ・ディ・カバリェロ・イスタ)
- 癒しの女神の実験台（猪熊 乃々香）
- 僕らの世界に祝福を（青柳 仁美）
- あざやかな彩りの中で、君らしく（藤宮 夕季）
- ヤミと祝祭のサンクチュアリ（ジーナ・ルティエンス）
- 星降る夜のファルネーゼ（ファルネーゼ・アトラス）
- 茜色の境界線（尼崎 霞）
- 幕末尽忠報国烈士伝 -MIBURO-（河合耆三郎）

2018年
- 雲上のフェアリーテイル（アスマザ・ライヒナームリンドヴルム）
- バタフライシーカー（早乙女 羽矢）
- メルキス（神楽 楓）
- 言の葉舞い散る夏の風鈴（来地 詩）
- 猫忍えくすはーと2（風魔 たま）
- 捻くれモノの学園青春物語～俺と彼女の裏表～（椎名 さやか）
- 瞬旭のティルヒア～What a Beautiful Dawn～（桂小五郎、伊庭亥朔）

2019年
- アイキス（三枝 ヒナタ）
- リアライブ（美大和 やよい）
- スタディ§ステディ（来宮 なのか）
- 猫忍えくすはーと3（風魔 たま）
- きまぐれテンプテーション（クーリィ）
- 金色ラブリッチェ -Golden Time-（エロイナ・ディ・カバリェロ・イスタ）
- 巣作りカリンちゃん（シュウラン）
- さくらいろ、舞うころに（真田 佳美）

2020年
- ガールズ・ブック・メイカー -グリムと三人のお姫さま- 1（グリム）
- ガールズ・ブック・メイカー -グリムと三人のお姫さま- 2（グリム）
- ガールズ・ブック・メイカー -グリムと三人のお姫さま- 3（グリム）
- 神様のしっぽ（あきら）
- リアルエロゲシチュエーション!2（雲雀 有珠）
- ハミダシクリエイティブ（和泉 里）
- グラン・オベリスク（ガーゼダ）
- アイキス2（三枝 ヒナタ）
- 紅月ゆれる恋あかり（風嶺 雪月花、風嶺 蛍雪）
- まいてつ Last Run!!（雛衣 ポーレット）

2021年
- 源平繚乱絵巻 -GIKEI- (伊勢 三郎)
- アイカギ3 (早乙女 愛)
- 素敵な彼女の作り方 (芦屋 菫)
- コイ×ミツ ～八重練紗祈と赤い糸の王子様～ (千葉 静玖)
- グラン・オダリスク(ガーゼダ）
- コイ×ミツ ～千葉静玖とサボテンの手紙～(千葉 静玖）
- 星織ユメミライ Perfect Edition(篠崎 真里花）
- コイ×ミツ ～絹織双鳩とお菓子の国の約束～(千葉 静玖）
- フユキス(御笠 雪妃）

2022年
- ヘンタイ・プリズン（湊 柊菜子）
- アイキス3 sexy(三枝 ヒナタ）
- エヴァーメイデン ～堕落の園の乙女たち～（ルク）
- FLIP＊FLOP 〜INNOCENCE OVERCLOCK〜（全女性モブ

）
- ハミダシクリエイティブ凸(和泉 里)

2023年
- 天瀬島は色恋ざかり(椎葉 果歩子）
- FLIP＊FLOP 〜RAMBLING OVERRUN〜（全女性モブ）
- 真・恋姫†英雄譚5 ～乙女耀乱☆三国志演義［魏］～（夏侯淵）
- 真・恋姫†英雄譚外伝 -白月の灯火-（夏侯淵）

2024年
- きまぐれテンプテーション2 ゆうやみ廻奇譚（霧生 晶）

2025年
- ハミダシクリエイティブRe:Re:call（和泉 里）
- StreamLove Voyage（忍野 シノ）
- 猫忍えくすはーとSPIN!2（風魔 たま）

### 一般ゲーム
2013年
- 戦国†恋姫〜乙女絢爛☆戦国絵巻〜（直江 秋子 景綱）
- リベリオンズ Secret Game 2nd Stage（蒔岡 玲）
- ホチキス（春日野 三咲）

2014年
- キスベル（長津田 夕美）

2015年
- キスアト（藍川 有紗）
- ニトロプラス ブラスターズ -ヒロインズ インフィニット デュエル-（牙野原 エチカ）
- Friend to Lover 〜フレラバ〜（望月 理奈）
- 恋愛リベンジ（リエル＝アンダーソン）

2016年
- シロガネ×スピリッツ!（虹丘 莉々）

2017年
- リプキス（五ヶ谷 羽耶音）

2018年
- あざやかな彩りの中で、君らしく（藤宮 夕季）
- リプキス（五ヶ谷 羽耶音）

2019年
- メルキス（神楽 楓）

2020年
- 金色ラブリッチェ（エロイナ・ディ・カバリェロ・イスタ）

2022年
- アイキス3 cute(三枝 ヒナタ）

2023年
- 紅月ゆれる恋あかり（風嶺 雪月花、風嶺 蛍雪）

### オンラインゲーム
- 絢爛乙女ガールズストライカー（ラナ・メイラ、ミモザ・ラセット）[94]
- じょしつく!〜女子校をつくろう!〜（鈴宮 涼香、香坂 栞）[95]
- 天衣創聖ストライクガールズ（ラナ・メイラ、ミモザ・ラセット）[94]
- 万物乙女☆ダンジョンズ (セバスケ)
- ぼくらの放課後戦争 (コニー)
- UNITIA 神託の使徒×終焉の女神（アセリア）
- 凍京NECRO＜トウキョウ・ネクロ＞ SUICIDE MISSION (牙野原 エチカ)
- ミナシゴノシゴト(零式)

### アダルトアニメ
2010年
- 殻ノ少女（朽木 冬子）

2014年
- 天然恋色アルコール 後編〜ヒミツノハナゾノ&Honey Snow〜

### オーディオドラマ
- ダキカノ〜抱きしめたくなる、いちゃラブ彼女〜（2017年、一ノ瀬 唯）

### ドラマCD
時期不明
- からのしょうじょ
- 怪ノ少女

2008年
- 殻ノ少女 オリジナルドラマCD 第一巻 六識事件（朽木 冬子）

2009年
- 殻ノ少女 オリジナルドラマCD 第二巻、第三巻（朽木 冬子）
- 殻ノ少女 特別篇「アオイトリ」（朽木 冬子）

2011年
- サウンドミステリードラマ 夢見る貝 上・下巻（狩野 灯子）

2013年
- 緒田マリのぴんくのCD〜ぴんくなお仕事レッスン編〜

2015年
- 恋ノ少女

### ラジオ
※はインターネット配信。
- あじ子とトジ子の凸凹タイフーン♪（2010年 - 2011年、匠ラジオ※）
- 紳士淑女の溜り場 イノグレ倶楽部（HiBiKi Radio Station※）
- 突撃ブラスターラジオ（2014年 - 2015年）
- AXL ラジオ「恋する乙女と守護の楯 〜薔薇の聖母〜」紫法院学園 放送部!（2015年 - 2016年、音泉※）[96]
- 杏花とあじ秋刀魚のまぜるなキケン!（2017年、音泉※）[97]
- ラジオ「真・恋姫†夢想-革命- 蒼天の覇王」（2017年、音泉※）
- まいてつラジオ（2017年 - 、デジタルノベルブランド「Lose」公式サイト※）
- あじ秋刀魚劇場 あじこのまんま（2017年 - 2018年、音泉※）[98]

## ディスコグラフィ

### アルバム
| 枚  | 発売日         | タイトル            | 規格品番 |
| --- | -------------- | ------------------- | -------- |
| 1st | 2010年12月31日 | あじ秋刀魚 あぶりCD |          |
| 2nd | 2012年8月11日  | アリサの冒険        |          |

### 参加作品
| 発売日   | 商品名                                                                 | 歌                                         | 楽曲                                         | タイアップ                                                           |
| 2009年   | 2009年                                                                 | 2009年                                     | 2009年                                       | 2009年                                                               |
| -------- | ---------------------------------------------------------------------- | ------------------------------------------ | -------------------------------------------- | -------------------------------------------------------------------- |
| 5月29日  | ルリノユメ                                                             | 朽木冬子（あじ秋刀魚）                     | 「アオイトリ」 「誰かの世界を」 「遠くなる」 | PCゲーム『殻ノ少女』関連曲                                           |
| 2014年   |                                                                        |                                            |                                              |                                                                      |
| 8月17日  | ぱこぷろのうたVol.1                                                    | 櫻羽女学院演劇部 with まな。               | 「Shiny Summer Girls」                       |                                                                      |
| 2013年   |                                                                        |                                            |                                              |                                                                      |
| 8月12日  | DEKA-MUSIC3 ぼりゅー3ぃ♪〜Let's!お股おっぴろげーしょん♪〜              | あじ秋刀魚                                 | 「Let's!お股おっぴろげーしょん♪」            |                                                                      |
| 2015年   |                                                                        |                                            |                                              |                                                                      |
| 3月26日  | PS Vita Friend to Lover〜フレラバ〜 初回限定版特典キャラクターソングCD | 望月理奈（あじ秋刀魚）                     | 「Good Night」                               | ゲーム『Friend to Lover 〜フレラバ〜』望月理奈エンディングテーマ     |
| 8月      | ちゃらの長女                                                           | あじ秋刀魚                                 | 「しみこまない」                             |                                                                      |
| 12月27日 | とな恋さらさらラジオCD                                                 | 関谷恵（あじ秋刀魚）、知花彩香（立花沙羅） | 「僕のとなりで恋をして! special ver.」       | PCゲーム『キミのとなりで恋してる! -THE RESPECTIVE HAPPINESS-』主題歌 |

### その他のCD
- love with You（ゲーム『恋愛リベンジ』リエル＝アンダーソン エンディングテーマ）

### イベント出演
- Innocent Grey 10周年記念コンサート『神曲』[99]
- Dream Party 2009東京春 あじ秋刀魚ステージ＆握手会[100]